# Pak Nam Gi
Pak Nam Gi (kor. 박 남기, ur. 21 lutego 1934 w Haeju, zm. 17 marca 2010 w Pjongjangu) – północnokoreański polityk, szef wydziału finansowego i planowania rządzącej Partii Pracy Korei. W grudniu 2009 roku przeprowadził nieudaną denominację wona północnokoreańskiego, która doprowadziła do protestów. W 2010 roku został aresztowany i oskarżony m.in. o zrujnowanie gospodarki. Został stracony przez rozstrzelanie w Pjongjangu.